# Château de Morat

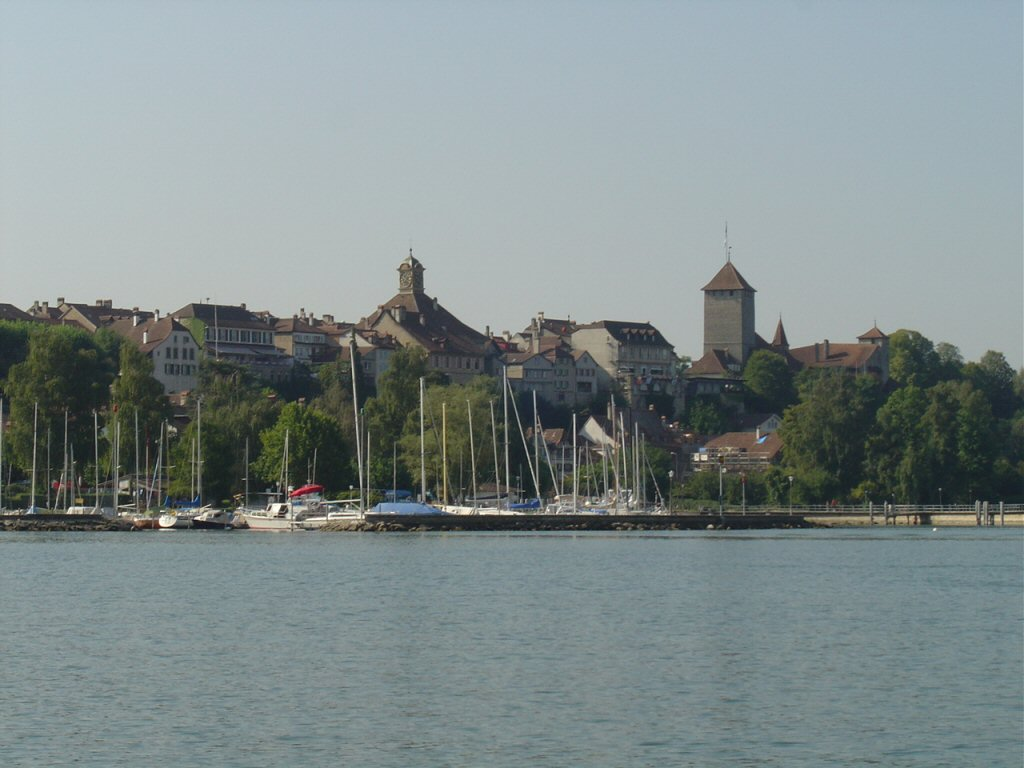
Vue depuis le lac sur la ville de Morat et son château à droite

Le château de Morat se trouve dans la ville de Morat, dans le canton de Fribourg, en Suisse. On pense que l'endroit constituait déjà une place fortifiée au XIe siècle et que Ludwig der Fromme y avait établi un poste dès 614 bien que cela reste incertain.
La forteresse fut détruite en 1032 par les troupes de Conrad II le Salique et la ville de Morat fut construite à partir de 1180 par Bertold IV de Zähringen, probablement autour d'un nouveau château en pierre. En 1255, le château fut cédé à la maison de Savoie avec toutefois quelques incursions habsbourgeoises durant les décennies suivantes. Les Savoyards améliorèrent les défenses et les remparts du château. Celui-ci fut partiellement endommagé en 1414 par un incendie. En 1469, l'enceinte du château fut rénovée. Les guerres de Bourgogne en 1475 marquèrent la fin de la domination savoyarde dans la région.
Le 22 juin 1476, le château fut le théâtre de la bataille de Morat, un affrontement entre les Confédérés et Charles le Téméraire. Le duc de Bourgogne, malgré la supériorité de son armement, fut repoussé aux portes de la ville par la garnison suisse. Les troupes désorganisées du Téméraire furent ensuite décimées par les Suisses qui attaquèrent par surprise. Le château subit de plein fouet les dégâts : 6 tours furent gravement endommagées, les remparts avaient été détruits par les canons des Bourguignons. Il servit ensuite de résidence pour le bailli puis fut transformé en préfecture fribourgeoise en 1803.
Il fait désormais partie du paysage de Morat qui témoigne de l'architecture médiévale et des enceintes autour des villes.